# 1541 en philosophie
Chronologie de la philosophie
- 1537
- 1538
- 1539
- 1540
- 1541
- 1542
- 1543
- 1544
- 1545

L’année 1541 a été marquée, en philosophie, par les événements suivants :

## Publications
- Domingo de Soto : « De ratione tegendi et detegendi secretum », (Salamanque, 1541).

## Naissances
- Pierre Charron (1541 à Paris - 16 novembre 1603 à Paris), théologien, un philosophe, un orateur et un moraliste du XVIe siècle.